# Bongbong Marcos
Ferdinand Romualdez Marcos mladší, známý také jako Bongbong Marcos (* 13. září 1957 Batac) je filipínský politik, od června 2022 sedmnáctý prezident Filipín a ministr zemědělství. Předtím byl v letech 2010–2016 senátorem. Je druhým dítětem a jediným synem desátého prezidenta a diktátora Ferdinanda Marcose staršího a bývalé první dámy Imeldy Romualdez Marcos.

## Prezidentská kampaň
Marcosova prezidentská kampaň se setkala s kritikou ze strany fact-checkerů, podle nichž bylo cílem kampaně očistit rodinné jméno a očernit protikandidáty. Deník The Washington Post upozornil na to, že překrucování historie rodiny Marcosů probíhá již od roku 2000, zatímco deník The New York Times poukázal na Marcosovo odsouzení za daňové podvody a zkreslování údajů o jeho vzdělání na Oxfordské univerzitě.

## Prezidentství
Dne 9. května 2022 zvítězil se ziskem 58,77 % v prezidentských volbách, do úřadu byl uveden 30. června 2022. Jeho viceprezidentkou je Sara Duterteová, dcera bývalého prezidenta Rodriga Duterteho, který kvůli ústavním limitům nemohl obhajovat svůj mandát.

## Politické názory
Marcos své politické názory označil za konzervativní a machiavellistické. Média ho popisují jako populistu.
Ačkoli usiluje o užší vztahy s Čínou, je popisován jako více proamerický než jeho předchůdce Rodrigo Duterte. V roce 2025 uvedl, že v případě konfliktu Číny a Tchaj-wanu by Filipíny pod jeho vedením přišly Tchaj-wanu na pomoc.